# James Kennaway
James Peebles Ewing Kennaway (* 5. Juni 1928 in Auchterarder, Perthshire; † 21. Dezember 1968 in Buckinghamshire, England) war ein schottischer Autor und Drehbuchschreiber.

## Leben
Kennaway ging in seiner schottischen Heimat auf dem Glenalmond College zur Schule. Nach dem Dienst in den britischen Streitkräften schrieb er seinen ersten Roman The Tunes of Glory, in welchem einige seiner Erlebnisse während der Dienstzeit widergespiegelt werden. Es folgten weitere Romane, Kurzgeschichten und Drehbücher, auch zu eigenen Stoffen.
Im Alter von 40 Jahren erlag Kennaway einem Herzanfall am Steuer seines Wagens während einer Heimfahrt zu seinem Wohnort Lechlade in Gloucestershire. Eine seiner Töchter ist die Sängerin Jane Kennaway.

## Veröffentlichungen
- 1956: The Tunes of Glory.
  - deutsch: Einst ein Held. S. Mohn, Gütersloh 1961.
- 1961: Household Ghosts.
  - deutsch, übersetzt von Adolf Himmel und Günther Steinbrinker: Reise aus der Vergangenheit. S. Mohn, Gütersloh 1962.
- 1963: The Mindbenders. Atheneum, New York City, USA.
- 1963: The Bells of Shoreditch.
  - deutsch, übersetzt von Emi Ehm: Fast eine gute Ehe Rowohlt, Reinbek bei Hamburg 1969.
- 1967: Some Gorgeous Accident. Longmans, London.
- 1969: The Cost of Living Like This.
- 1972: Silence.
  - deutsch: Blutiger Winter, aus dem Englischen von Klaus Schultz. Verlag Volk und Welt, (Ost-)Berlin 1976.
- 1980: Adaption der Kurzgeschichte The Dollar Bottom als Kurzfilm. Oscar 1981 als Bester Kurzfilm

## Drehbücher
- 1958: Kinder der Straße (Violent Playground)
- 1960: Einst ein Held (Tunes of Glory)
- 1963: Fesseln der Seele (The Mind Benders)
- 1968: In den Schuhen des Fischers (The Shoes of the Fisherman)
- 1969: Luftschlacht um England (Battle of Britain)
- 1970: Country Dance